# Кетоконазол
Кетоконазол (действующее вещество, по ИЮПАК: цис-1-ацетил-4-[4[[2-(2,4)-дихлорфенил)-2-(1H-имидазол-1-ил-метил)-1,3-диоксолан-4-ил]-метокси]фенил]пиперазин) — противогрибковый лекарственный препарат, производное имидазола. Впервые синтезирован в 1977 году.
Важными особенностями кетоконазола являются его эффективность при приеме внутрь, а также его влияние как на поверхностные, так и на системные микозы. Действие препарата связано с нарушением биосинтеза эргостерина, триглицеридов и фосфолипидов, необходимых для образования клеточной мембраны грибов. При приеме внутрь препарат хорошо всасывается. Назначают кетоконазол при поверхностных и системных микозах:
- дерматомикозах и онихомикозах, вызванных бластомицетами;
- микозе волосистой части головы, влагалищном микозе;
- бластомицетозе полости рта и желудочно-кишечного тракта, мочеполовых органов и других микозах внутренних органов.

Профилактически может применяться для предупреждения грибковых инфекций при пониженной иммунологической резистентности организма.

## Фармакологическое действие
Противогрибковое средство, обладает активностью в отношении дерматофитов, дрожжевых грибов, диморфных грибов и эумицетов. Активен также в отношении стафилококков и стрептококков.
Механизм действия заключается в ингибировании синтеза эргостерола мембраны грибов и нарушении проницаемости клеточной стенки.
Неэффективен в отношении Aspergillus и Zygomycetes. Уменьшает образование андрогенов.

## Фармакокинетика
Абсорбция — высокая (особенно в кислой среде желудка). Биодоступность находится в прямой зависимости от величины принятой дозы. Связывается с белками плазмы и эритроцитами. TCmax — 2 ч. Динамика концентрации в крови описывается биэкспоненциальной кривой. Хорошо распределяется в тканях и жидкостях организма: проникает в воспалительный экссудат, слюну, желчь, мочу, ушную серу, секрет сальных желез, фекалии, сухожилия, кожу и мягкие ткани. В незначительных количествах попадает в СМЖ и тестикулы (не создает терапевтических концентраций), проникает через плаценту и в грудное молоко.
Метаболизируется в печени (окислительное о-дезоксилирование, окислительная деградация, ароматическое гидроксилирование). Является ингибитором изоферментов CYP2C19 и CYP3A4, CYP3A5, CYP3A7.
Выводится в неизмененном виде и в виде неактивных метаболитов: за 4 сут выводится 70 % от принятой дозы (57 % — с желчью и 13 % — почками). T1/2 — 2-4 ч.

## Показания к применению
Грибковые инфекции, вызванные чувствительными возбудителями: микозы ЖКТ, глаз, половых органов, хронический рецидивирующий вагинальный кандидамикоз, дерматомикозы (в том числе области бороды и усов, волосистой части головы, рук), онихомикозы, молочница, фолликулит, трихофития, системные грибковые инфекции (бластомикоз, кандидамикоз, паракокцидиоидоз, кокцидиоидоз, криптококкоз, гистоплазмоз, хромомикоз, споротрихоз, паронихий, грибковый сепсис, грибковая пневмония); лейшманиоз (кожный и висцеральный); отрубевидный лишай, профилактика грибковых поражений у пациентов с повышенным риском их развития; рак предстательной железы (в высоких дозах в качестве вспомогательной антиандрогенной терапии), синдром Кашина—Бека (эндемический деформирующий остеоартроз), гирсутизм (лечение в качестве ЛС 3 или 4 линии).
Повышеный уровень гормона кортизола гиперкортицизм (снижает секрецию гормона в коре надподчечников)
Противопоказания
Гиперчувствительность, период лактации.
С осторожностью
Печеночная недостаточность, одновременный прием потенциально гепатотоксичных ЛС, алкоголизм, ахлоргидрия, гипохлоргидрия, беременность, детский возраст (до 2 лет) (безопасность и эффективность применения не установлены).

## Режим дозирования
Внутрь, за 1 прием, во время еды.
При дерматомикозах и разноцветном лишае назначают по 200—400 мг/сут в течение 1-8 нед.
При онихомикозах — 200—400 мг/сут в течение 3-12 мес до выздоровления, включая нормализацию лабораторных показателей.
При системных микозах — по 200—400 мг/сут в течение 2 нед, затем — по 200 мг в течение 4-6 нед, до полного выздоровления.
При вульвовагинальном кандидамикозе — по 200—400 мг в течение 3-5 дней.
При паронихии — по 200—400 мг/сут; при грибковой пневмонии, сепсисе — по 0.4-1 г/сут; при синдроме Кашина-Бека — по 600—1200 мг/сут; при др. грибковых заболеваниях — по 200—400 мг.
Максимальная суточная доза для взрослых — 1 г при системных микозах и 1.2 г при раке предстательной железы (по 400 мг 3 раза в день). Длительность лечения при системных микозах — от 6 мес и более; при паракокцидиоидозе — 3-12 мес.
Детям от 2 лет и старше при вульвовагинальном кандидамикозе, при паронихии, грибковой пневмонии, сепсисе — 5-10 мг/кг однократно в течение 5 дней.
Передозировка
Лечение: промывание желудка, активированный уголь, симптоматическая терапия, контроль состояния пациента.

## Побочное действие
Со стороны пищеварительной системы: снижение аппетита, тошнота, рвота, боль в животе, диарея, токсический гепатит (повышение активности «печеночных» трансаминаз или ЩФ, гиперкреатининемия).
Со стороны нервной системы: головная боль, головокружение, сонливость, парестезии, обратимое повышение внутричерепного давления.
Со стороны мочеполовой системы: снижение либидо у мужчин, олигоспермия, импотенция, дисменорея.
Со стороны органов кроветворения: тромбоцитопения, лейкопения, гемолитическая анемия.
Может вызвать лекарственный гепатит (см.).
Аллергические реакции: крапивница, кожная сыпь, лихорадка, фотофобия.
Прочие: алопеция, гинекомастия (обратимая), временное снижение концентрации тестостерона в плазме крови (нормализуется менее, чем через 24 ч после приема).

## Взаимодействие
Этанол и др. гепатотоксические ЛС увеличивают риск развития повреждений печеночной паренехимы. При совместном употреблении этанола возможно возникновение дисульфирамоподобных реакций.
Повышает концентрацию производных сульфонилмочевины и увеличивает риск возникновения гипогликемии.
Рифампицин и изониазид снижают концентрацию кетоконазола в плазме.
Ослабляет эффект амфотерицина В.
Повышает концентрацию в плазме циклоспорина, непрямых антикоагулянтов, дигоксина, мидазолама, триазолама и метилпреднизолона.
Увеличивает биодоступость индинавира.
Снижает стимулирующее действие кортикотропина на надпочечники.
При сочетании с терфенадином, астемизолом и цизапридом увеличивает риск возникновения тяжелой желудочковой тахикардии, в том числе типа «пируэт».
Повышает риск развития прорывных кровотечений при одномоментном использовании пероральных контрацептивов с низким содержанием гормонов.
Усиливает токсичность фенитоина.
Антацидные и антихолинергические ЛС, блокаторы H2-гистаминовых рецепторов и др. ЛС, снижающие кислотность желудочного сока, уменьшают всасывание кетоконазола.
Будучи селективным ингибитором CYP3A4, кетоконазол взаимодействует с препаратом для лечения эректильной дисфункции тадалафилом (увеличивает площадь под кривой «концентрация-время» на 107 %); также увеличивает концентрацию в крови силденафила и варденафила.

## Особые указания
Во время лечения необходимо регулярно контролировать картину периферической крови, функциональное состояние печени и почек.
Если лечение кожных поражений проводилось ГКС, то кетоконазол назначают не ранее чем через 2 нед после их отмены.
У больных с ахлоргидрией или гипохлоргидрией из-за непредсказуемого снижения степени всасывания кетоконазол может оказаться малоэффективным при пероральном приеме. Употребление кислых напитков повышает всасывание кетоконазола.
При применении в дозе 400 мг и более наблюдается снижение «кортизолового ответа» при стимуляции надпочечников АКТГ, поэтому в период лечения необходимо контролировать функцию надпочечников у пациентов с надпочечниковой недостаточностью, а также у пациентов, подвергающихся значительным стрессовым воздействиям (в том числе обширные хирургические вмешательства).